# 브로니스와프 피우수트스키

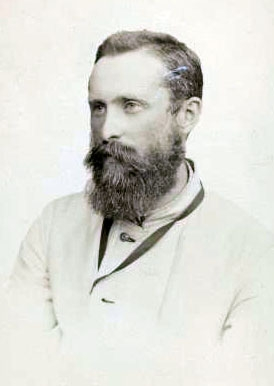
브로니스와프 브로니스와프 피우수트스키

브로니스와프 피오트르 피우수트스키(폴란드어: Bronisław Piotr Piłsudski, 1866년 11월 2일(율리우스력 10월 21일) - 1918년 5월 17일 무렵)는 폴란드의 사회주의 활동가이자 문화인류학자이다. 폴란드의 초대 수상 유제프 피우수트스키는 그의 남동생이다. 사할린 등의 지역에서 아이누인들에 대해 연구하기도 하였다.

## 약력
현재의 리투아니아의 빌뉴스에서 북동쪽으로 60km 떨어진 시비엥치아니(Święciany) 군의 주우프 (Zułów)에서 태어났다. 빌뉴스에서는 고등학교를 중퇴했다.